# 東京ダイナマイト
東京ダイナマイト（とうきょうダイナマイト）は、吉本興業に所属する日本のお笑いコンビ。2001年12月結成、2024年3月をもって漫才師としての活動は休止している。『M-1グランプリ』2004・2009、『日清食品 THE MANZAI 2013』ファイナリスト。

## メンバー
松田 大輔（まつだ だいすけ、1977年3月2日 - ）（48歳）
主にボケ担当、立ち位置は向かって左。
- 岐阜県揖斐郡出身。
- 本名：杉 大輔（すぎ だいすけ）

ハチミツ 二郎（はちみつ じろう、1974年11月20日 - ）（50歳）
主にツッコミ・ネタ作成担当、立ち位置は向かって右。
- 岡山県倉敷市出身。
- 本名：高野 二郎（たかの じろう）

## 概要
高野（ハチミツ）が21歳の頃、パチンコ店で店員をしていた曽根卍（そねまんじ）と知り合い初代「東京ダイナマイト」を結成。新宿ラ・ママのオーディションで初舞台を踏む。1997年10月、浅草キッド主催のライブ・浅草お兄さん会にて優勝。その後も浅草お兄さん会と大川興業主催のライブ「すっとこどっこい」にレギュラー出演。しかし、ハチミツが社長を務めていたインディーズのお笑い事務所「トンパチ・プロ」の低迷期に一度解散した。
新しい相方を探していた高野が、元温泉こんにゃくアクロバットショー（5人組グループで、メンバーに青木さやかがいた）の松田と知り合い、松田が以前から「（ハチミツと）コンビを組みたい」と考えていたため意気投合。「トンパチプロ」の解散宣言と同時に現在のコンビ結成を発表し、2001年に新生「東京ダイナマイト」としての活動を開始した。それに伴い、マネージメントがオフィス北野預かりとなり、前後して浅草キッドと師弟関係を結んだ。
結成4年目の2004年、『M-1グランプリ』で決勝戦進出（後述）。全国区での知名度を獲得した後はゴールデンタイムのお笑い番組などにも出演し続け、当時の事務所の大先輩であり大師匠（師匠の師匠）に当たるビートたけしからは「ようやくウチから商品になる奴が出てきた」と高評価を受けていた。
2004年12月から不定期でトークライブ『東京ダイナマイト先生』を新宿ロフトプラスワンで開催しており、毎回スペシャルゲストが招かれている。2007年11月20日の「東京ダイナマイト先生vol.15 ハチミツ二郎お誕生日おめでとう記念大会〜」で15回目を迎えた。2008年1月30日に16回目、同年3月27日に17回目をそれぞれ開催。一時期ハチミツはブログで「飽きたから辞めた」と綴っていたが、17回目から1年後の2009年3月26日には「復活」と称して18回目「東京ダイナマイト先生vol.18 〜もっと東京ダイナマイト先生〜」を開いている。
2008年6月20日に、高野がオフィス北野を退社（退社の理由は大師匠のたけしが『オレたちひょうきん族』（フジテレビ）を遅刻した際に放った「お化けが出た」と全く同じ言い訳をしたことや、その後会社で話し合いが持たれ「今後M-1グランプリで吉本勢に勝つには劇場で場数を踏むことが必要」と熱弁したら「だったら吉本でもどこでも好きな所行ってください」と突き放されたことなどが重なったという）。松田は広告契約の関係からすぐには退社できなかったが、2009年3月、ハチミツに次いで退社した。なお、退社から約10年後に、田崎健太（ノンフィクション作家）によるインタビュー内でハチミツが語ったところによると、昔からオフィス北野内では現場（芸人）とフロントの仲が悪くその状況を察した事務所の先輩であったつまみ枝豆から「（オフィス北野は）いつか駄目になる。お前たちはネタができる。俺とタカ坊（ガダルカナル・タカ）で殿と話をつけるから、抜けろ」と気を遣って辞めさせてくれたのが退社の真相だと明かしている。
2008年9月5日、オスカープロモーションとのマネジメント契約を発表するも、2009年3月15日付でそのオスカーからも退社。松田も3月を以てオフィス北野を退社した。退社の理由は「M-1グランプリで4年連続で準決勝敗退に終わったのが相当悔しかったため、武者修行の旅に出たい」とのことで、オスカー側も「温かく見守ってあげたいと思います」と円満退社である旨をコメントしている。
2009年4月からは2人ともフリーとなる。また同年よりよしもと浅草花月を中心に吉本興業の直営館への出演が増えており、なんばグランド花月にもゲスト出演を続けていた。
同年8月24日の公式ブログにて、吉本興業への所属を正式に発表した。
2013年、『日清食品 THE MANZAI』で決勝大会に進出。
2023年、『THE SECOND』に出場。選考会を通過し、3月28日に「開幕戦ノックアウトステージ32→16」にて金属バットと対戦予定だったものの、体調不良により出場辞退となった。当初は体調不良の内容は明かされていなかったが、3月29日、ハチミツが母をドナーとした腎移植手術を受けていたことが公表された。予定より退院が延びたことが「ノックアウトステージ」欠場の理由であった。なお、対戦相手だった金属バットはその後の「ノックアウトステージ16→8」でタイムマシーン3号との対決に勝利し、グランプリファイナル進出を果たした。
前述のとおり、幻に終わった金属バットとの対戦を実現させるべく2023年8月20日によみうりホールにて「金属バットVS東京ダイナマイト ワンマッチ興行」の開催が決定。チケットはすぐに完売し、立会人としてケンドーコバヤシの出演が決まるなど盛り上がりを見せていたが、8月15日に突然の公演延期を発表。その理由として、ハチミツが左大腿会陰部筋肉内膿瘍及び敗血症性ショックの治療のため入院中であることが公表された。当初の開催予定から2ヶ月後の10月20日、ルミネtheよしもとに場所を変えて「8・20金属バットVS東京ダイナマイト ワンマッチ興行」を無事開催。
2024年4月6日、松田と高野はXの自らのアカウントで、同年3月24日時点をもって漫才師としての活動を休止することを報告した。

## 芸風
- コントも演じるが、主に松田によるシュールなボケに対してハチミツがクールにツッコむスタイルの漫才を得意としている。
- 素人よりも玄人受けするその芸風を、大師匠のたけしからは「寿司職人が休日に食べに行くベテランの寿司職人が握る寿司」と例えられた。たけしからはオフィス北野を退社する際、「とにかく寄席に出ろ」「短いネタはやるな、雛壇はやるな」などのアドバイスを送られている[3]。
- 「同業者向けにネタを作っている」と公言しており、世間的な評価よりも芸人間での人気や評価が高いコンビでもある。「東京ダイナマイトのネタを袖で見ている芸人は売れる」というジンクスまであり、2007年にサンドウィッチマンが、2009年にパンクブーブーが『M-1』で優勝を成し遂げ実証することとなる（両者とも東京ダイナマイトの袖芸人）。
  - 松田の同期にあたる佐藤哲夫（パンクブーブー）は、ルミネのスタッフに頼んで東京ダイナマイトのネタ部分だけを自分用にダビングしてもらっているらしい。
  - ハチミツは2010年2月10日のブログで「もしかしたら、パンクブーブーと一緒に俺のネタを袖で見ていたあべこうじもR-1獲るかもな」と記し、一月も経たないうちにその言葉は現実となった。

### 代表的なツカミ・ボケ
漫才・コント問わずネタ中に独特なツカミやボケを演じることが多い。以下はその代表的な例。
- 漫才の際、舞台へ登場直後に松田が刀を取り出しながら「刀持ってきたぞー!!」と叫び、ハチミツに窘められる。
  - 『M-1グランプリ2004』の決勝戦ではこのツカミを披露した。だが、松田は刀を抜こうとするも抜けず「二郎ちゃん、これ優勝したら抜けるかもしんねーぞ!」と叫んで、ハチミツから「とりあえずしまっとこうか」とツッコまれた。一方、敗者コメントではハチミツは悔し紛れからか刀をあっさりと抜いてしまっていた。その後、『M-1グランプリ2004リターンズ』へ出演した際に冒頭でこのツカミを披露し、ハチミツは「俺、刀に嫌な思い出あるから」「滑った所までリターンズしなくていいから」と冷静にツッコんでいた。
  - 以降、『M-1』では2005年から2008年まで毎年敗者復活戦に出場する度に必ずこのツカミをやっていた。しかし、回を重ねる毎に松田はハチミツから「毎年コレで滑ってんだろ」「真剣勝負なのに模造刀持って来てんじゃねぇ」などと厳しくツッコまれ、早々に刀を取り上げられていた。なお、2008年では2人とも刀を持って登場していた。2年振りに出場した2010年の敗者復活戦でもこのツカミを披露していた。
  - 『M-1グランプリ2009』の決勝戦や、『M-1グランプリ2015』『M-1グランプリ2016』の敗者復活戦では刀を使わなかった。
- ほとんどの漫才師は舞台に登場する際、冒頭で「どうも、○○です」と名乗ってから漫才に入るのが基本であるが、2人の場合は「ネタをある程度進行させてから、そのネタの途中で唐突に『どうも、東京ダイナマイトです』と自己紹介する」という特殊な形式が多い。これは漫才・コント両方で行なっている。しかし、『M-1グランプリ2009』の決勝戦ではこのツカミは行われず、冒頭でも自己紹介はされなかった。
- 漫才の冒頭で松田が川島明（麒麟）のものまね（「麒麟です」）をする。その際、ハチミツは「麒麟って言っちゃったよ!」「あなたが麒麟って言ってしまえば僕は否定する気持ちはありませんからね」などと返す。
- 松田がハチミツに何かを喋りかけながらセンターマイクに向かい、それにハチミツがツッコんでから漫才を始めるというツカミ。このツカミは『M-1グランプリ2009』決勝戦で行われ、審査員の松本人志（ダウンタウン）から賞賛された。後に同じく審査員であった渡辺正行も自身のブログでこのツカミを絶賛している[9]。
- 2人がそれぞれプライベートで離婚（後述）して以降は、冒頭でハチミツが松田に「君、バツイチらしいね」と語りかけて松田が「お前もバツイチだろ」とツッコみながらハチミツの頭を叩くというツカミが多い。『THE MANZAI 2013』の決勝大会や『M-1グランプリ2015』『M-1グランプリ2016』の敗者復活戦でもこのツカミを披露していた。2017年現在ではこのツカミをやってから漫才を行うことがほとんど。ハチミツと松田の役割が逆であるパターンもある。
- 結成当初は2人が客席に向かって満面の笑みをこぼして終わりというオチが多かった。2017年現在ではそのようなオチは減少傾向にある。
- 松田の良い声を活かした歌ネタ（例:歌詞の「涙」の部分を「味噌汁」に変換して幸せな歌にするネタ）。その際、松田は変わった仕草や癖のある歌い方をしながら披露するためハチミツからツッコまれる。
- 「シリビアの泉」（『トリビアの泉』（フジテレビ）のパロディ）。内容は松田が本家「トリビアの泉」風に「皆さんが知っている情報を改めてお届けする」というもの（例:「ソースや醤油などの袋に こちら側のどちらからも切れますと書いてあるが たまに切れない」「瀬川瑛子の髪型はかっこいい」など）。シリビアを聞いてハチミツは「知ってるよ」とツッコむ。
- 「（ガムを噛んでいるのをツッコまれて）ガムじゃねぇよ、ミノだよ」と返すボケが様々なネタに導入されている。また松田が『はじめてのおつかい』を「ガキの使い」と呼んでいるボケもよく見られる。

## エピソード
- コンビ名の由来は、ニューロティカの楽曲『東京DYNAMITE』からとったもの。DVD「グレートダイナマイトフロムヘル」の初回限定版特典CDで「東京DYNAMITE」をカバーしている。また、ニューロティカも東京ダイナマイトの活躍を受けて「ダイナマイトでぶっとばせ!」という曲を制作した[10]。
- 『笑いの金メダル』（朝日放送テレビ）など番組への出演が続いていた頃、ハチミツが腰痛持ち（椎間板ヘルニア）であるため「せっかく2人で考えたキメポーズなのにできない、衣装も腰に負担が掛からない物しか着られない」という内部事情をカミングアウトしていた。ハチミツの腰痛はそれ以降も完治していないらしく、ステージ上では近年は直立不動でほとんど動かない体勢のままネタを披露している。
- 漫才の衣装に関してはハチミツが赤、松田が白になっている。2005年頃まではスーツ姿にハチミツが赤と銀、松田が黒と銀のマフラー（マラボーストールと呼ばれる羽毛でできた物）を首から掛けていた。その後は2人とも主に着物姿で出演する機会が多くなり、2017年現在は両者黒スーツ姿で漫才を披露している。
- 2人とも大のプロレスファンで、西口プロレスの大トカゲプロレス軍団に名を連ねている。また、2005年に行われた単独ライブ『DYNAMANIA』および同公演を収録したDVDにてダンプ松本と共演。ハチミツは週刊プロレスで月1連載をしている。
- 会長をハチミツとした「二郎会」というハチミツ二郎を尊敬・敬愛している芸人仲間で作られている会があり、ハチミツの誕生日には「ハチミツ二郎生誕祭」を催したりしている。　メンバーは伊達みきお（サンドウィッチマン）、コウカズヤ（元超新塾）、関太（タイムマシーン3号）、さわやか五郎（上々軍団）、ボールボーイ（解散）、ニレンジャー、末高斗夢、ですよ。、おやきくん（元タカダ・コーポレーション）など。
- 2011年のほぼ同時期に2人とも離婚したため、コンビ揃ってバツイチとなってしまっている（上述の「君、バツイチらしいね」「お前もバツイチだろ」のツカミもこれから生まれた）[11][注 1]。なお、ハチミツは2012年に再婚しており[12]松田も2020年に再婚した[13]。
- オフィス北野を退社する際にたけしの下へ挨拶に出向き、たけしからは「辞めるのが遅いよ」「俺の事務所は、俺のところにいなきゃいけない奴の事務所なんだ。お前らはネタが出来るんだから、出た方がいいよ」などと言われたという。更に別れ際で2人が楽屋から出ようとすると、たけしに「おい!」と呼び止められ「また一緒に番組やろうぜ」と声を掛けられたという。しかしハチミツによれば2019年現在、たけしと正式にテレビでの共演は（オフィス北野退社後）一度も無く[注 2]「周囲が勝手に忖度して（たけしと東京ダイナマイトを）共演NGにしている」ことを明かしている[3]。

### M-1グランプリ
- 2004年大会で初の決勝戦進出。9組の中では唯一ノーシードでの出場だった。結果は8位に終わり、審査員の春風亭小朝はネタ後の講評で東京ダイナマイトのファンであると前置きした上で「もっと面白いネタがあるのになぜこのネタをやったのか」と苦言を呈した（披露したのは「タクシー」）。また、同じく審査員の中田カウス（中田カウス・ボタン）は、たけしから「あいつら優勝させて賞金を俺とあんちゃんで分けようぜ」と持ちかけられたのを述べた（ただしこれは仲の良い両者の間で交わされた軽口であり、カウスは公平に審査した）。
  - ちなみに敗退が決定した直後による敗者コメントの際、ハチミツは「昨日の夜に『もしかしたら優勝できるかもしんない』みたいに思ってた自分を殺したいですね」と語って爆笑を掻っ攫い[注 3]、ある意味ネタ披露時よりも強烈なインパクトを残した。この発言は『M-1』を代表する名言として後に発売された書籍「M-1完全読本 2001-2010」内の巻末に載せられた「M-1グランプリ大辞典」にも収録されている[14]。
  - ここで披露した「タクシー」は2003年4月25日放送の『爆笑オンエアバトル』でも披露していたが、145KBでオフエアになってしまい、ここでも満足できる結果は残せていなかった。その後オンバトには何回か出場し続け2005年5月7日、5回目の挑戦で初オンエアを達成（この時披露していたネタはコント「床屋」で計量は449KB）するも、以降は出場していない。
- 2005年大会では決勝戦を見越して100万円の衣装を制作していたが、準決勝敗退に終わる。後日ハチミツは自身のブログで「敗者復活戦の結果には満足していない」と悔しさを募らせた。
- 2009年大会で5大会ぶりの決勝戦進出。『M-1グランプリ』の決勝戦に初進出後、事務所を移籍してから再び進出した初のコンビ[注 4]だった。「格闘技の勝利者インタビュー」を披露、結果は6位だった。

## 賞レース成績・受賞歴など

### M-1グランプリ（成績）
| 年     | 結果       | エントリーNo. | 決勝戦キャッチコピー | 備考                                  |
| ------ | ---------- | ------------- | -------------------- | ------------------------------------- |
| 2002年 | 2回戦敗退  |               |                      |                                       |
| 2003年 | 3回戦敗退  | 1787          |                      |                                       |
| 2004年 | 決勝8位    | 898           | "ビート"の遺伝子     |                                       |
| 2005年 | 準決勝敗退 | 3352          |                      |                                       |
| 2006年 | 準決勝敗退 | 3898          |                      |                                       |
| 2007年 | 準決勝敗退 | 4215          |                      |                                       |
| 2008年 | 準決勝敗退 | 4462          |                      |                                       |
| 2009年 | 決勝6位    | 4598          | 逆襲の異端児         |                                       |
| 2010年 | 準決勝敗退 | 4813          |                      | 予選14位                              |
| 2015年 | 準決勝敗退 | 841           |                      | 予選13位、敗者復活戦5位               |
| 2016年 | 準決勝敗退 | 2612          |                      | ラストイヤー、予選27位、敗者復活戦8位 |

### 日清食品 THE MANZAI
| 年     | 結果                     | 備考               |
| ------ | ------------------------ | ------------------ |
| 2011年 | ワイルドカード決定戦敗退 | 本戦サーキット22位 |
| 2012年 | 2回戦敗退                |                    |
| 2013年 | 決勝大会敗退             | 本戦サーキット3位  |
| 2014年 | 2回戦敗退                |                    |

### THE SECOND 〜漫才トーナメント〜
| 年     | 結果                                |
| ------ | ----------------------------------- |
| 2023年 | 開幕戦ノックアウトステージ32→16欠場 |
| 2024年 | 開幕戦ノックアウトステージ32→16敗退 |

### キングオブコント
- 2008年 準決勝敗退
- 2009年 3回戦敗退
- 2010年 3回戦敗退
- 2011年 3回戦敗退
- 2012年 準々決勝敗退
- 2017年 準々決勝敗退

## 出演
テレビ
- 完売劇場（テレビ朝日） - レギュラー。キャッチコピーは「咀嚼防空壕」
- サタちゃん SATURDAY MIDNIGHT CHANNEL（フジテレビ） - レギュラー
- 笑たいむ（2008年4月3日 - 2009年3月12日、NHK-BS2） - 準レギュラー（2008年7月31日まで）→レギュラー（2008年9月4日から）
- 笑いの金メダル（ABC） - 準レギュラー
- 東京ダイナマイトの素晴らしいTV（2013年8月6日 - 2014年1月29日、テレビ埼玉） - 冠番組
- ＃ジューダイ（2017年4月6日 - 2020年3月23日、NHK Eテレ） - 松田のみ、ナレーション（最終回ではスタジオ出演）

ラジオ
- 東京ダイナマイトのモアトーク〜聴いてチョベリ場!〜（2008年11月15日 - 2009年3月28日、ABCラジオ） - 冠番組、毎週土曜19:30 - 20:00放送
- SCHOOL OF LOCK!・松田LOCKS!（TOKYO FM･インターネットラジオ） - 松田のみ

### コマーシャル
- 資生堂「uno」（テレビ）

## 作品

### DVD
単独作品
- 『ユナイテッドステイツ オブ ニッポン』（2005年3月23日発売）
- 『DYNAMANIA』（2005年9月21日発売）
- 『LOVE IS OVER』（2006年8月18日発売）
  - パッケージ正面にはAV女優のあいだゆあを起用している。

- 『漫才ふたり旅』（2007年3月21日発売）
- 『D-Generation X』（2007年10月17日発売）
- 『驚愕UMAの謎を解け!東京ダイナマイト IN メキシコ』（2008年3月21日発売）
- 『グレートダイナマイトフロムヘル』（2010年7月14日発売）
- 『COMEDIAN GOD』（2013年2月27日発売）
- 『2DAYS BIG ROMANCE 2015』（2015年8月5日発売）

その他
- 『マジ☆ワラvol.6 東京ダイナマイト、ハレルヤ』（2005年8月25日発売）
- 『東京ダイナマイト&サンドウィッチマンの漫才先生 in パラオ』（2009年8月5日発売）

## 単独ライブ
2001年
- 「東京ダイナマイト復活祭」（12月、新宿シアターモリエール）

2002年
- 「東京ダイナマイト伝説」（8月、日比谷野外音楽堂）

2003年
- 「恐竜」（1月、北沢タウンホール）

2004年
- 「ユナイテッドステイツ オブ ニッポン」（8月3日、北沢タウンホール）

2005年
- 「DYNAMANIA」（4月、新宿シアターアプル）
- 「M-1 Dynamite」（8月、日比谷野外音楽堂）

2006年
- 「MBC〜漫才ベースボールクラシック〜」（7月17日 - 8月24日、福岡イムズホール ほか）
- 「東京ダイナマイト祭り」（8月25日、日比谷野外音楽堂）

2007年
- 「D-Generation X」（7月15日、Shibuya O-EAST）
- 「ダイナマイト現象」（12月7日、新宿末広亭）※漫才のみ

2008年
- 「さらば愛しき危険たちよ」（11月25日、新宿シアターモリエール）

2010年
- 「グレートダイナマイトフロムヘル」（3月22日、ルミネtheよしもと）※コントのみ

2012年
- 「COMEDIAN GOD」（11月26日、ルミネtheよしもと）

2015年
- 「2DAYS大ロマンス」（3月14日 - 15日、ルミネtheよしもと）※14日はオールコントDAY、15日はオール漫才DAY

2018年
- 「ダイナマイトアンドローゼズ 死ぬのは奴らだ」（4月30日、ルミネtheよしもと）※コントのみ
- 「漫才DOMINION〜オール漫才ベスト〜」（8月20日、なんばグランド花月）

2019年
- 「ダイナマイト・キッド」（4月30日、ルミネtheよしもと）